# Xã Swan, Quận Noble, Indiana
Xã Swan (tiếng Anh: Swan Township) là một xã thuộc quận Noble, tiểu bang Indiana, Hoa Kỳ. Năm 2010, dân số của xã này là 2.399 người.